# Dahme (Brandenburg)
Dahme (ook wel Dahme/Mark) is een gemeente in de Duitse deelstaat Brandenburg, en maakt deel uit van de Landkreis Teltow-Fläming.
Dahme/Mark telt 4.862 inwoners.

## Indeling gemeente
Naast de hoofdplaats maken de volgende Ortsteile deel uit van de gemeente:
| - Buckow - Gebersdorf - Kemlitz - Niebendorf-Heinsdorf - Schöna-Kolpien | - Rosenthal - Sieb - Schwebendorf - Wahlsdorf - Zagelsdorf |

## Algemeen
Dahme is hoofdplaats en bestuurszetel van het uit vier plattelandsgemeenten bestaande Amt Dahme/Mark.
Dahme ligt aan de gelijknamige rivier, een zijrivier van de Spree.
De plaats is niet per trein bereikbaar. Naar o.a. Luckau en Jüterbog bestaan streekbusverbindingen, echter met lage frequentie.
De Bundesstraße 102 loopt door de gemeente.
Dahme is stad sedert 1255.

## Bezienswaardigheden
De gemeente heeft een historische stadskern, waarvan nog een gedeelte bewaard is gebleven. Enige van de tot de gemeente behorende dorpjes hebben een oude dorpskerk.

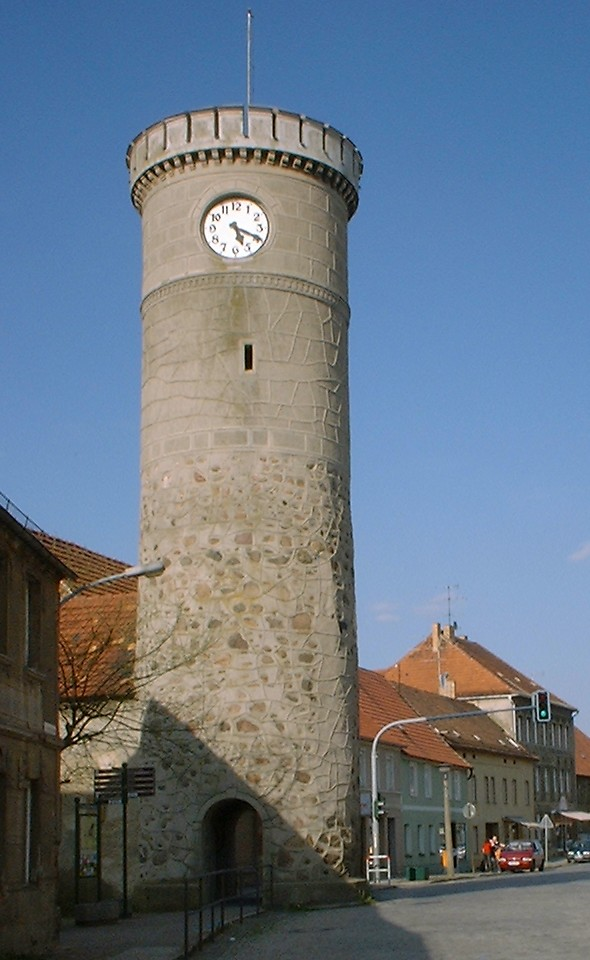
Vogelturm (19e-eeuwse reconstructie)
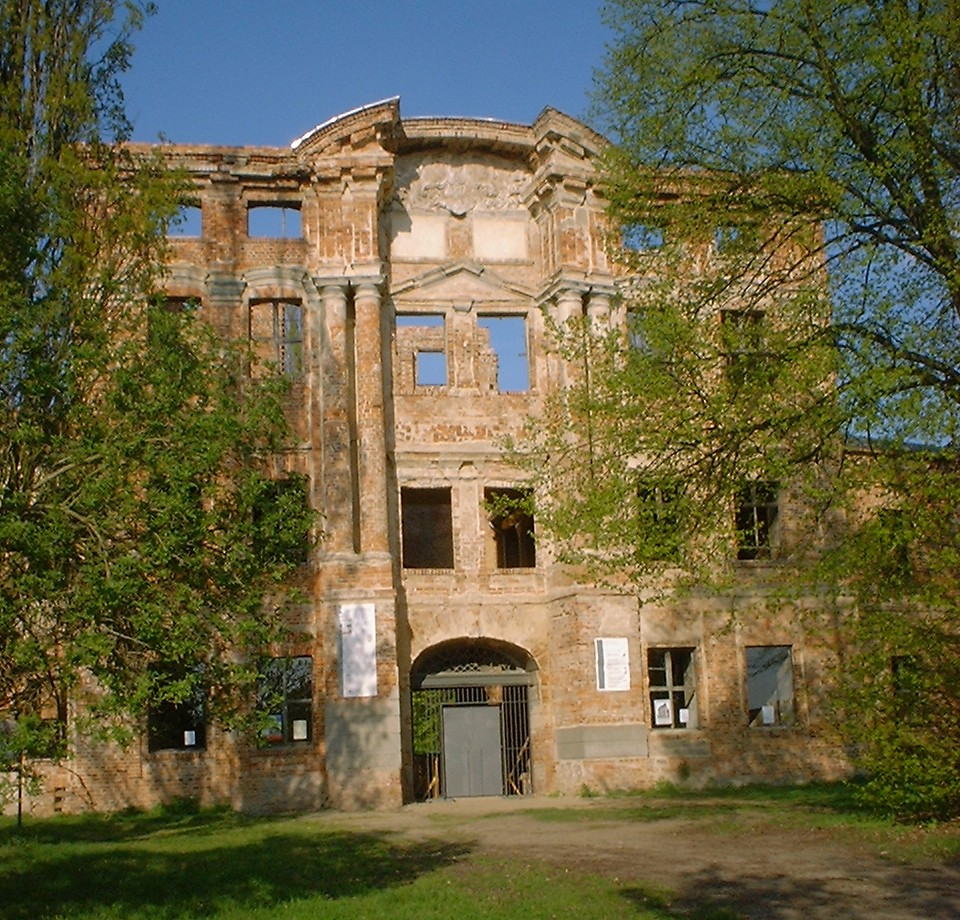
Kasteelruïne
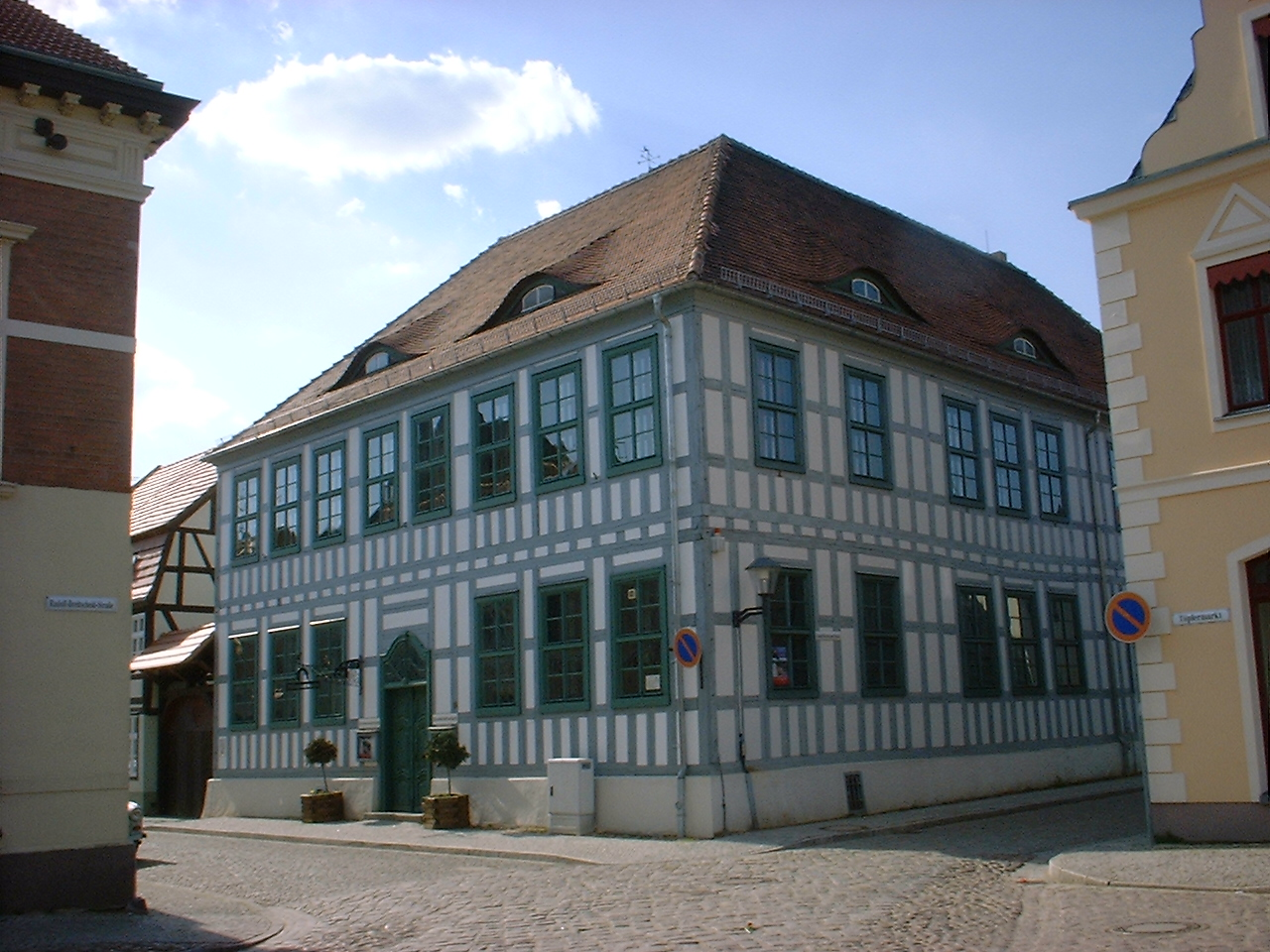
Streekmuseum en openbare bibliotheek aan de Töpfermarkt
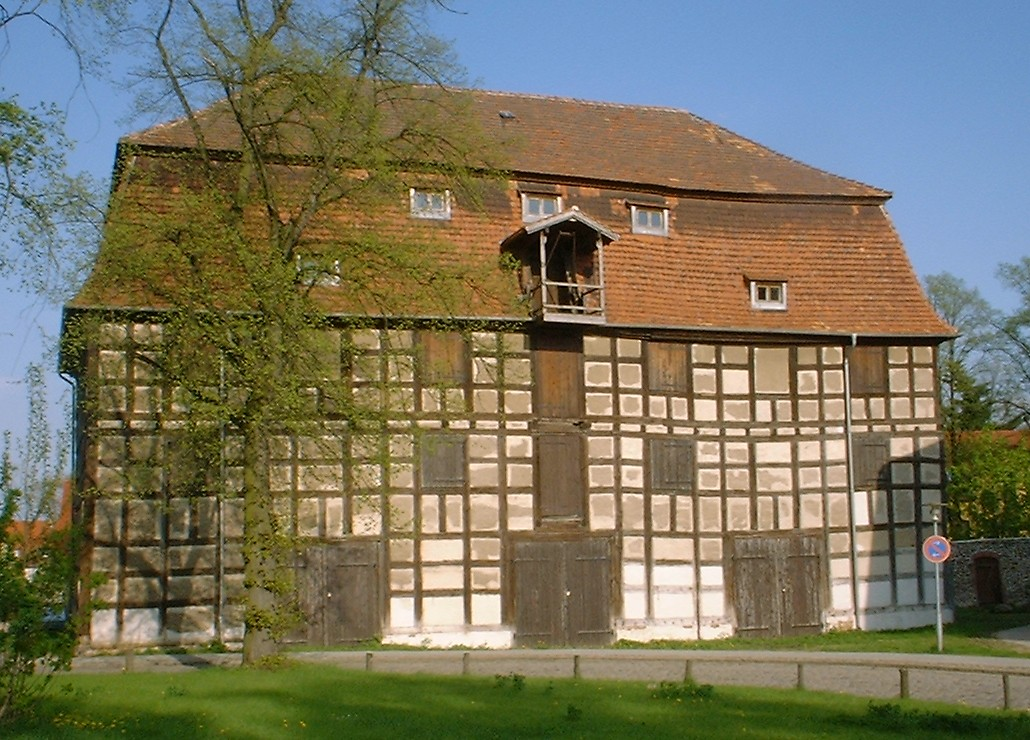
Korenspieker
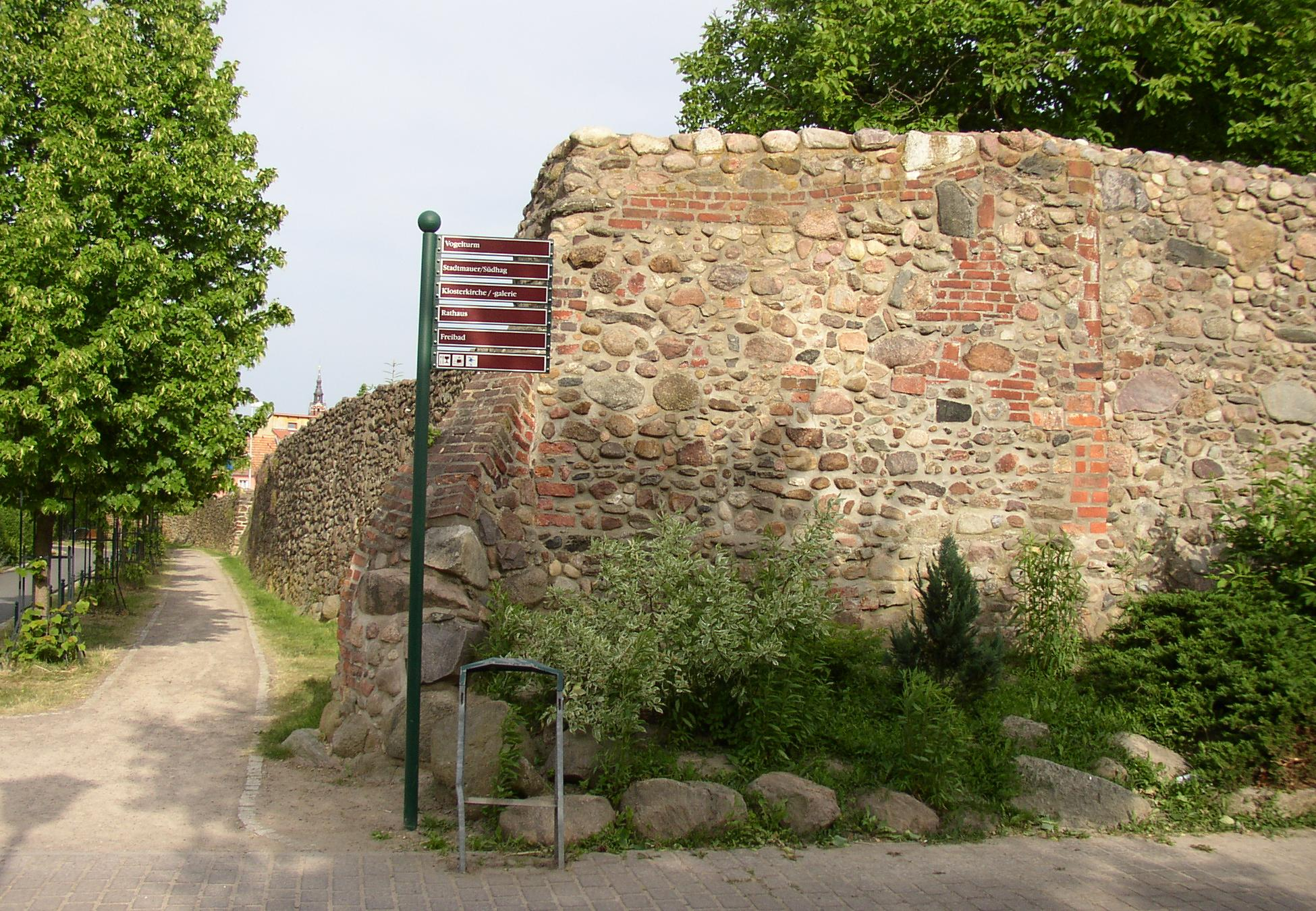
Stadsmuur
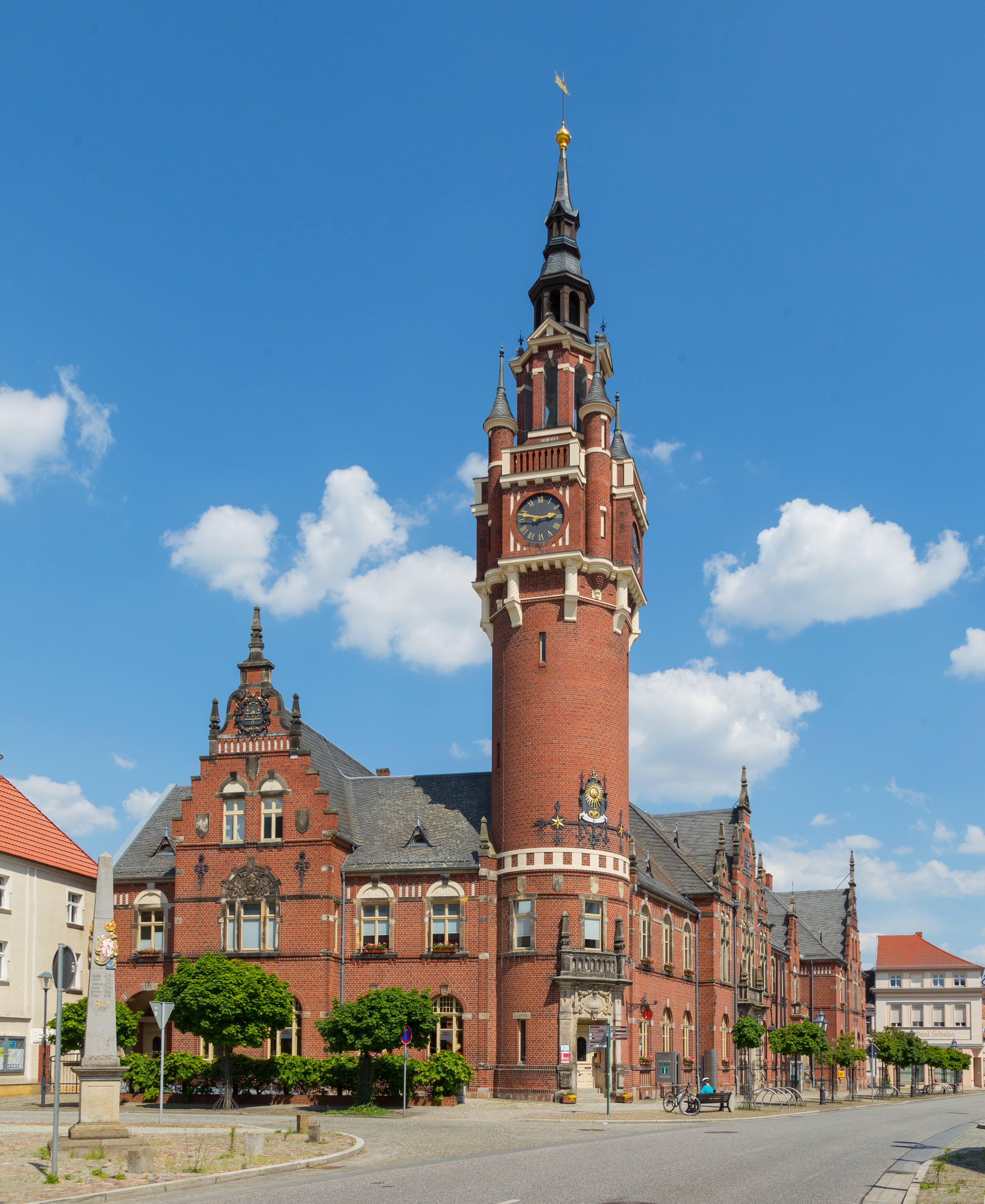
Stadhuis
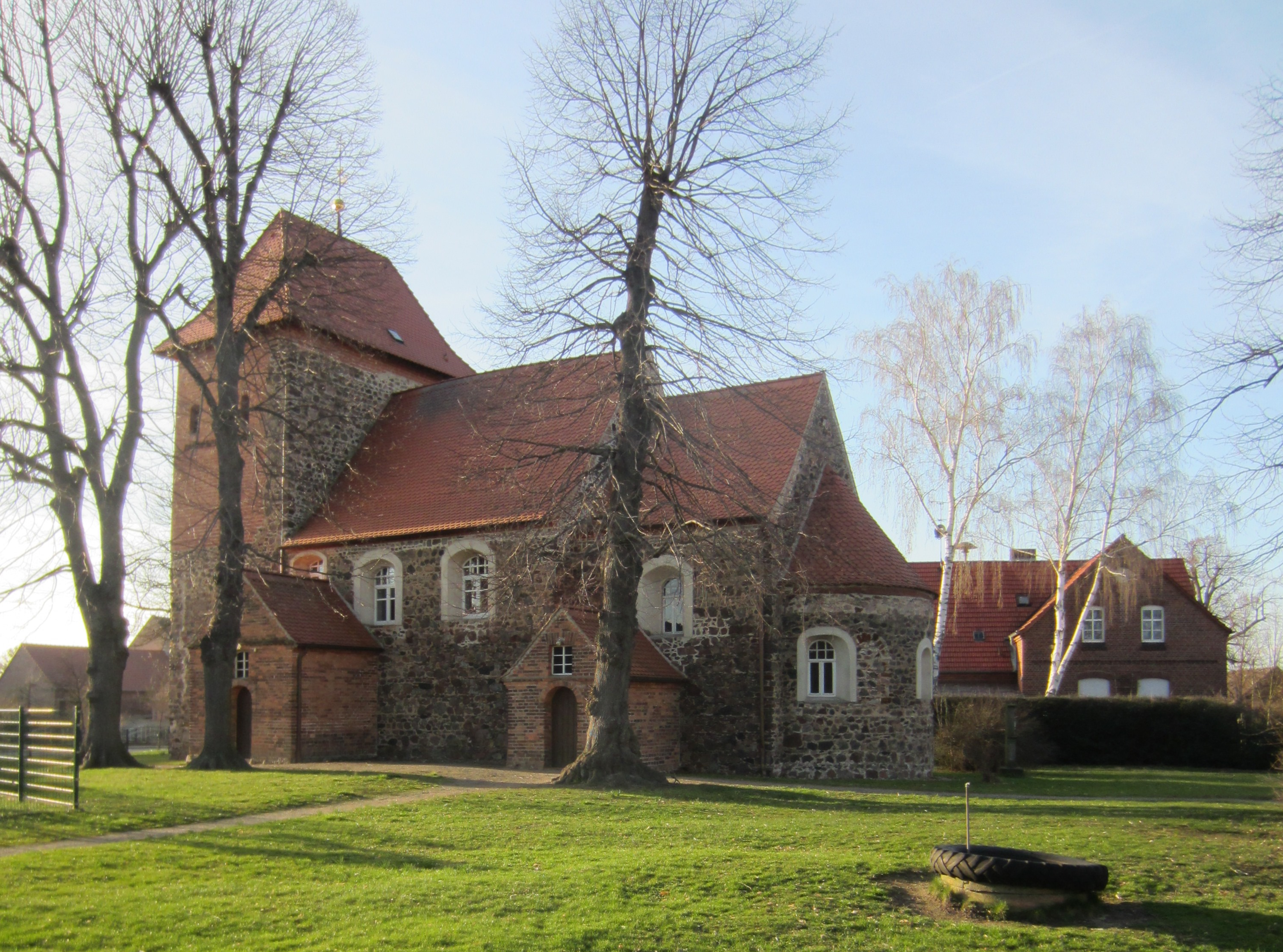
Dorpskerkje Rosenthal (romaans, plm. 1200)
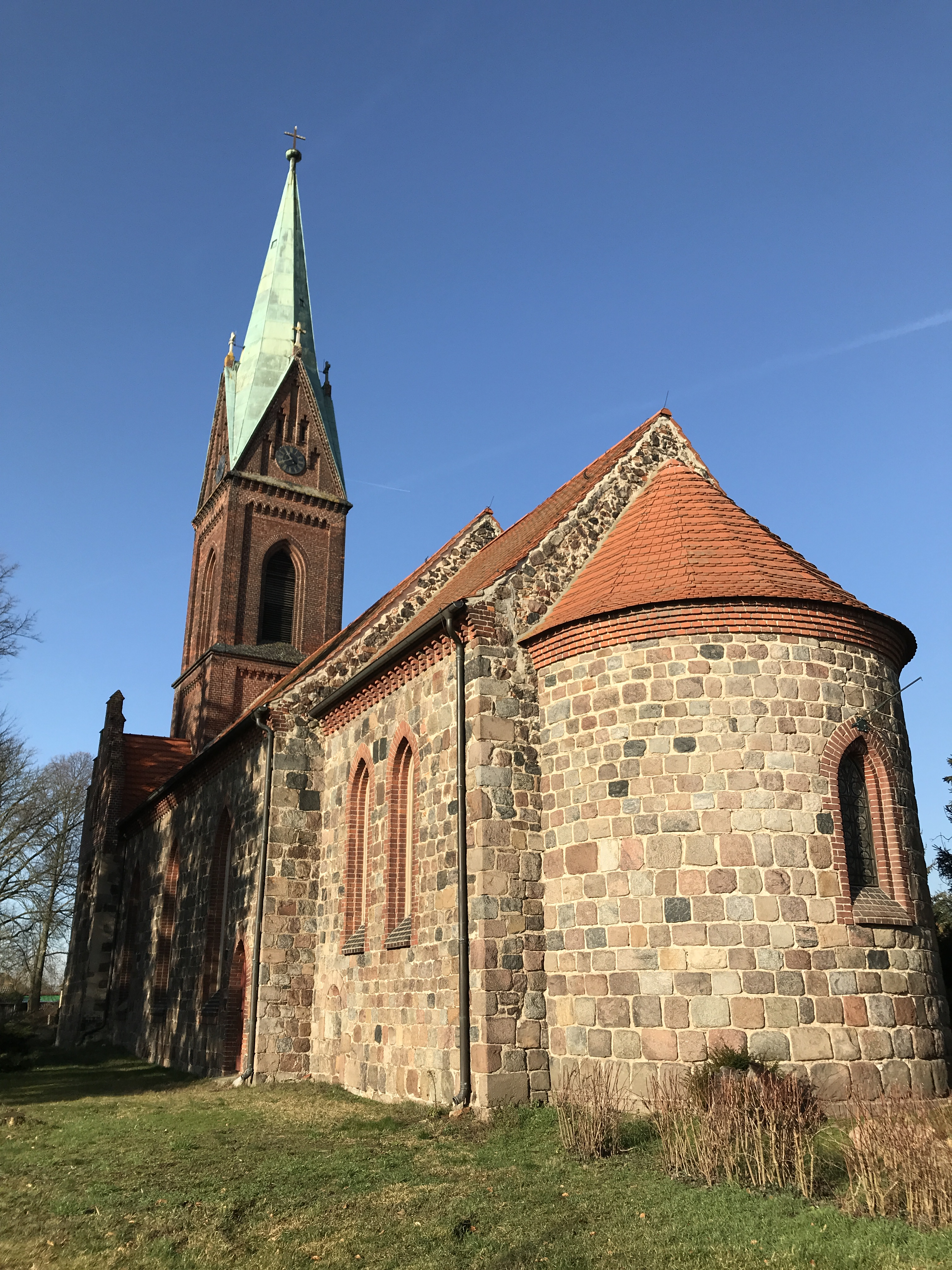
Dorpskerk Wahlsdorf (eerste helft 13e eeuw)